# ALMA de México
ALMA de México – nieistniejąca meksykańska tania linia lotnicza z siedzibą w Guadalajarze. Głównym hubem był port lotniczy Guadalajara. Funkcjonowała w latach 2006-2008